# Stege, Danmark

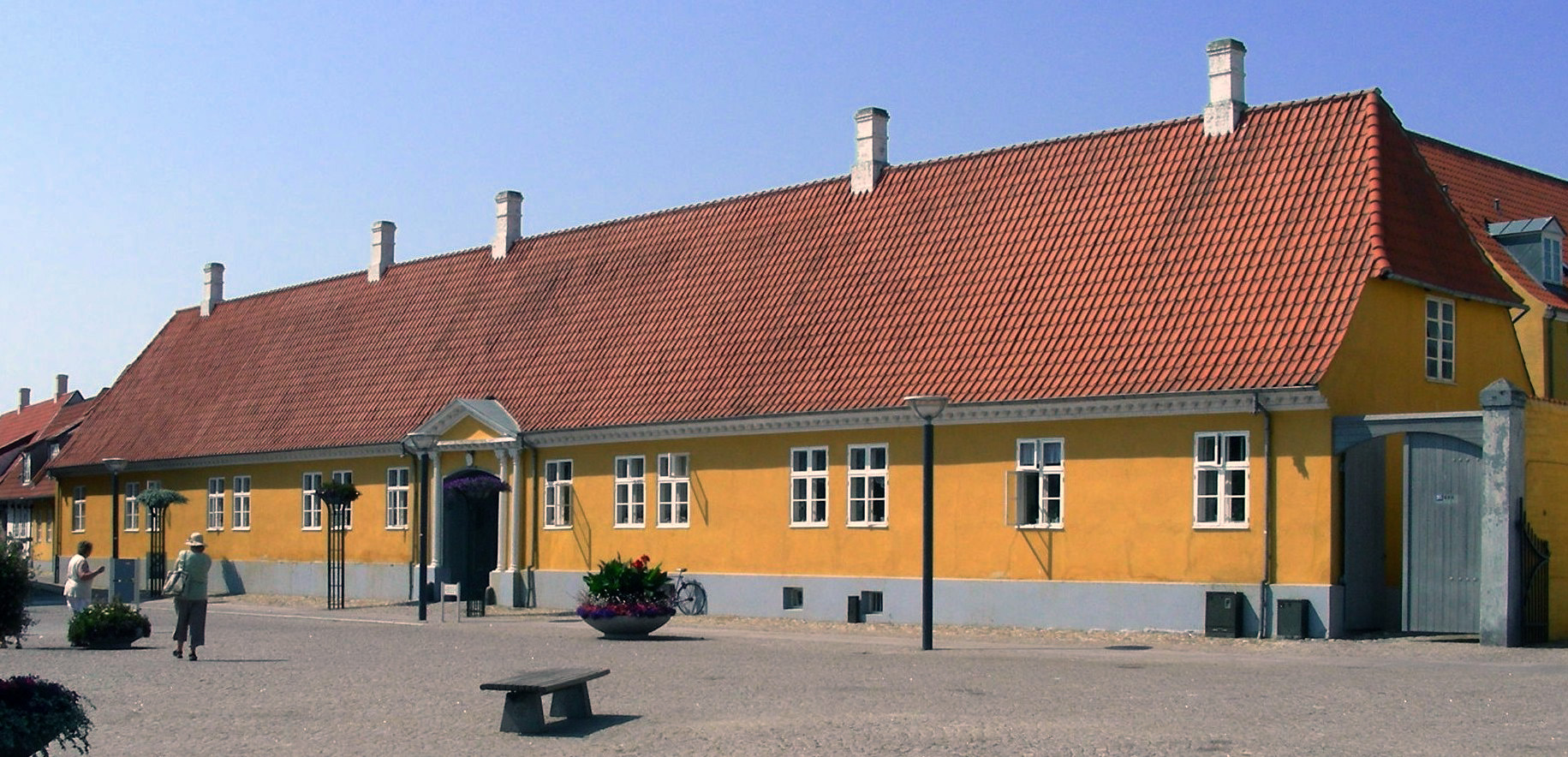
En köpmansgård i Stege

Stege är en tätort och hamnstad med 3 813 invånare (2017) i Vordingborgs kommun i Region Själland (till och med år 2006 i Møns kommun i Storstrøms amt) i Danmark, belägen vid Stege Bugt på ön Møn.

## Historik
Stege fick stadsrättigheter 1268 och blev på1200- och 1300-talen gång på gång intaget. Här fanns nämligen ett starkt befäst slott, Stegehus. År 1534 överrumplades och förstördes detta av stadens borgare.
Vid Stege stod den 29 maj 1659 en häftig strid mellan Møns invånare och svenskarna, som därefter besatte ön.